# Cam Smith
Cameron Marquise Jani Smith (Blythewood, Carolina del Sur; 21 de diciembre de 2000) más conocido como Cam Smith, es un jugador profesional estadounidense de fútbol americano, se desempeña en la posición de cornerback en Miami Dolphins, en la National Football League (NFL).

## Carrera
Hizo su debut profesional con el equipo Miami Dolphins, lleva jugando una temporada, comenzó en el 2023.